# Archive 81 - Universi alternativi
Archive 81 - Universi Alternativi (Archive 81) è una serie televisiva horror statunitense prodotta da Netflix, sviluppata da Rebecca Sonnenshine e da lei prodotta insieme a Paul Harris Boardman e James Wan. La storia è stata ispirata dall'omonimo podcast ideato da Daniel Powell e Marc Sollinger.
Gli episodi sono stati diretti da Rebecca Thomas (già regista di alcuni episodi di Stranger Things), Aaron Moorhead e Justin Benson (noti per aver diretto in coppia l'horror a episodi V/H/S: Viral) e Haifaa al-Mansour (regista saudita candidata ai Premi BAFTA 2014 nella categoria miglior film straniero per La bicicletta verde)
La serie è uscita sulla piattaforma streaming a gennaio 2022. Durante questo mese è stata vista per un totale di 128,47 milioni di ore ed è entrata nella top 10 di Netflix. Nonostante il successo ottenuto, la cancellazione è stata ufficializzata da Netflix già a marzo 2022, dopo una sola stagione, probabilmente perché l’audience è stato considerato troppo basso rispetto ai costi.

## Trama
Dan Turner, archivista specializzato nel recupero e restauro di vecchie pellicole e nastri magnetici, accetta la proposta di Virgil Davenport, AD di una misteriosa azienda, di ripristinare i nastri girati nel 1993 dalla dottoranda in antropologia Melody Pendras. Man mano che restaura le videocassette, Dan viene a conoscenza di cosa sia accaduto a Melody durante il suo soggiorno al Visser, palazzo dell'East Village newyorkese al centro di leggende relative a una setta legata ad un antico e oscuro culto, e, inoltre, di essere in un qualche modo collegato a lei.

## Riferimenti a Lovecraft
La serie è ricca di omaggi alle opere letterarie di H. P. Lovecraft, principalmente ai racconti del ciclo di Chtulhu - in particolare al racconto Il richiamo di Chtulhu - ma anche ad altri quali La casa evitata (basata su una misteriosa muffa che rivela presenze sinistre in una cantina) e a I sogni nella casa stregata (basato sulla stregoneria e sul viaggio interdimensionale). 
Gli appassionati di H. P. Lovecraft si sono divertiti a rintracciare i numerosi omaggi presenti nella serie, di seguito alcuni esempi di tematiche:

### Il culto e l'idolo
La serie Netflix condivide alcuni elementi de Il richiamo di Chtulhu, in particolare la presenza di un culto efferato, che utilizza un inquietante idolo di pietra, rivolto all'evocazione di divinità antiche giunte dalle stelle.
Nel racconto di Lovecraft il protagonista di nome Thurston scopre un oscuro e remoto culto, i cui adepti invocano il ritorno dei Grandi Antichi, divinità primitive giunte sulla Terra dalle stelle, attraverso rituali perversi e cruenti che vengono messi in atto davanti a un orrendo idolo di pietra.
Similmente, nella serie Netflix gli adepti della setta che ha sede al Visser sono parte di un arcaico culto che adora una creatura interdimensionale, Kaelego, le cui manifestazioni sono legate ad una stella cometa. L'essere mostruoso viene evocato attraverso rituali compiuti in presenza di un idolo di pietra che culminano nel sacrificio umano.

### Il suono
Un altro aspetto in comune tra racconto e serie riguarda gli aspetti sonori dei rituali: in molti racconti del ciclo di Chtulhu il suono, in particolare le cantilene recitate nella lingua degli Antichi, rivestono un ruolo fondamentale nell'evocazione delle creature. In modo simile, nella serie la recitazione di alcuni versi in una lingua arcana contribuisce a fendere la barriera tra la dimensione umana e quella abitata da Kaelego.

### La struttura narrativa
Sia nella serie sia nel racconto vi sono due piani narrativi e temporali: il primo è il tempo presente, una cornice narrativa in cui esistono i protagonisti, il secondo è quello costituito dai documenti grazie a cui i protagonisti scoprono gradualmente la verità: nel racconto sono costituiti da un insieme di lettere e documentati ereditati da Thurston - sulla scia del genere del romanzo epistolare - mentre nella serie sono le videocassette girate da Melody - che riprendono invece l'idea del found footage.
Inoltre, entrambi i protagonisti condividono un legame familiare con la vicenda di cui vengono a conoscenza: per Dan è il padre che compare all'interno dei filmati di Melody, mentre nel racconto è lo zio defunto, autore delle carte di cui Thurston entra in possesso, ed entrambi sono morti in misteriose circostanze.

## Episodi
| Stagione       | Episodi | Pubblicazione |
| -------------- | ------- | ------------- |
| Prima stagione | 8       | 2022          |

## Personaggi e interpreti

### Principali

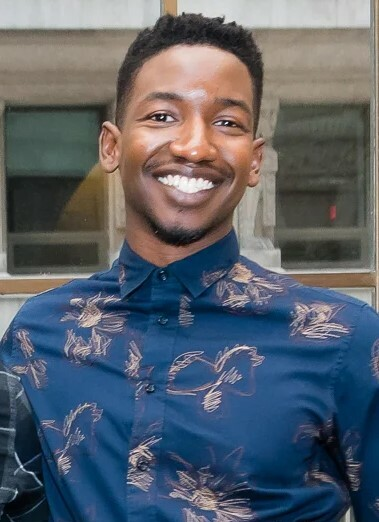
Daniel "Dan" Turner (interpretato da Mamoudou Athie, doppiato da Alessandro Campaiola): archivista e restauratore di nastri magnetici presso il Museum of Moving Image di New York City; nel 1994, quando aveva solo 8 anni, ha perso la famiglia (genitori e sorella) nell'incendio della loro casa e ciò gli ha causato problemi psicologici; migliore amico di Mark; viene assunto da Virgil Davenport perché sistemi, da solo in un complesso video-sorvegliato lontano dalla città, delle videocassette bruciate
- Melody Pendras (interpretata da Dina Shihabi, doppiata da Valentina Stredini): studentessa abbandonata dalla madre in una chiesa e cresciuta in un convento; nel 1994, ha realizzato un video-documentario sul "Visser", un palazzo dell'East Village newyorkese al centro di leggende metropolitane e legato una setta di cui crede facesse parte anche sua madre.
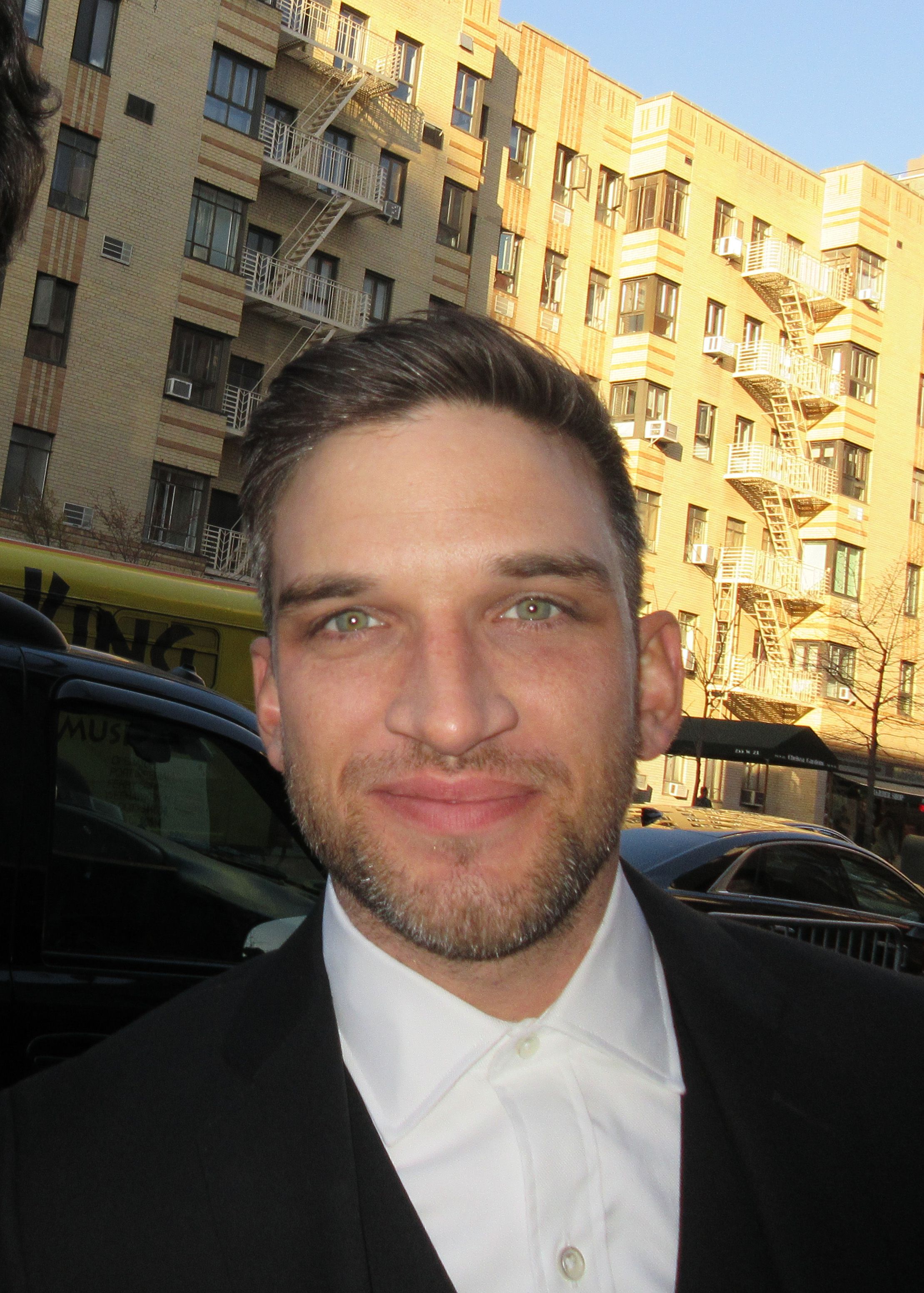
Samuel Grant (interpretato da Evan Jonigkeit, doppiato da Riccardo Scarafoni): professore e inquilino del palazzo.
- Annabelle Cho (interpretata da Julia Chan, doppiata da Sara Ferranti): pittrice migliore amica di Melody.
- Jessica "Jess" Lewis (interpretata da Ariana Neal e doppiata da Arianna Vignoli): 14enne nata e cresciuta nel palazzo affetta da epilessia ma che la madre ritiene vittima di possessione demoniaca; aiuta Melody a fare conoscenza coi condomini.
- Mark Higgins (interpretato da Matt McGorry, doppiato da Paolo Vivio): migliore amico di Dan; gestisce un podcast.[6].
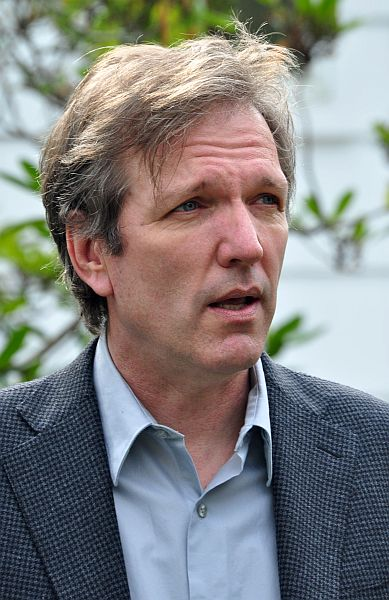
Virgil Davenport (interpretato da Martin Donovan, doppiato da Massimo Lodolo): colui che assume Dan per sistemare le videocassette bruciate di Melody; AD di una misteriosa azienda chiamata LMG  - Mamoudou Athie as Dan Turner
  - Evan Jonigkeit as Samuel Grant
  - Martin Donovan as Virgil Davenport

### Secondari
- Cassandra Wall (interpretata da Kristin Griffith): ricca ereditiera inglese, trasferitasi al Visser a metà degli anni '60 con l'amante pittrice Eleanor, appartenente al movimento I Tramiti degli Spiriti.
- Steven Turner (interpretato da Charlie Hudson III, doppiato da Metello Mori): padre di Dan e psichiatra di Melody; è morto nel 1994 nell'incendio della sua casa con moglie e figlia
- Bobbi (interpretata da Jacqueline Antaramian, doppiata da Roberta Greganti): collaboratrice di Virgil Davenport.
- Tamara Stefano (interpretata da Kate Eastman): musicista e compositrice di origini italiane; inquilina del Visser e amante di Samuel.
- Beatriz Reyes (interpretata da Sol Miranda): cartomante e sensitiva di origini portoricane; inquilina del Visser.
- father Russo (interpretato da Martin Sola): parroco della chiesa di Saint Albert e padre spirituale di Erika e Jess Lewis.
- Erika Lewis (interpretata da Gameela Wright): madre di Jess; abita al Visser con la figlia, Jess, che crede posseduta da un demone.
- Patricia Marston (interpretata da Carla Brandberg): inquilina del Visser.
- Helen Yung (interpretata da Emy Coligado): scultrice creatrice delle maschere utilizzate nel suo spettacolo da Tamara; inquilina del Visser.
- Evie Crest (interpretata da Michelle Federer): figlia dell'attore William Crest e amica di Cassandra; frequenta le riunioni del Visser anche se non vive lì.

### Guest stars
- Iris Vos (interpretata da Georgina Haig): ricca imprenditrice tessile di origini europee trasferitasi a New York City alla fine della Prima Guerra Mondiale insieme ai fratelli Jonah e Lukas, coi quali ha fondato la Vos Society.
- Emma Trillay (interpretata da Ellen Adair): conoscente di Iris e aspirante membro della Vos Society.
- Rose (interpretata da Meg Hennessy): figlia di migranti europei rimasta sola dopo che la sua famiglia è stata sterminata da un'epidemia di tifo durante il viaggio in nave verso New York City; assunta da Iris come cameriera a casa dei Vos.
- Jonah Vos (interpretato da Nick Podany): fratello di Iris e Lukas.
- Lukas Vos (interpretato da Gilles Geary): fratello di Iris e Jonah.
- Jill (interpretata da Mitzi Akaha): ex ragazza di Dan.

## Produzione

### Sviluppo
Il 26 ottobre 2020 è stata annunciata Rebecca Sonnenshine come produttrice esecutiva e showrunner di una serie televisiva horror per Netflix, con Paul Harris Boardman come sceneggiatore e produttore esecutivo e James Wan anch'esso come produttore esecutivo.
Il 5 gennaio 2022 ai produttori esecutivi si sono aggiunti Michael Clear, Rebecca Thomas e Antoine Douaihy. La prima stagione di Archive 81 è stata rilasciata il 14 gennaio 2022 su Netflix. Nonostante il finale aperto, la serie è stata cancellata dopo un'unica stagione.

### Casting
Contemporaneamente all'annuncio, Mamoudou Athie e Dina Shihabi sono stati scelti per la serie. Nel novembre dello stesso anno al casti si uniscono Martin Donovan, Matt McGorry, Julia Chan, Evan Jonigkeit e Ariana Neal.

### Riprese
Le riprese sono iniziate il 16 novembre 2020 e si sono concluse il 29 marzo 2021 a Pittsburgh, in Pennsylvania.
Rebecca Thomas ha diretto metà della serie.

## Accoglienza
Il sito Rotten Tomatoes ha registrato un indice di gradimento dell'88%. Sul sito, la critica dice a proposito della serie: "Un'intrigante miscela di horror e noir, Archive 81 offre avvincenti brividi soprannaturali che ti ossessionano nel migliore dei modi". Il sito Metacritic, che utilizza una media ponderata, ha assegnato un punteggio di 73 su 100 basato su 16 critici, indicando "recensioni generalmente favorevoli".